# Denis Gargaud Chanut
Denis Gargaud Chanut, né le 22 juillet 1987 à Apt, est un céiste français pratiquant le slalom.
En monoplace, il est champion du monde en 2011, champion olympique en 2016 et champion d’Europe en 2021.

## Biographie
Denis Gargaud Chanut connaît son premier contact avec le canoë-kayak à 12 ans, lors d'un séjour chez ses oncle et tante, Pierre et Cathy Chassigneux, champions de France en descente de C2 mixte et qui animent un club sur la Loire à Orléans. Il revient de ce séjour avec la volonté de rejoindre le Marseille Mazargues Canoë Kayak (le MMCK) pour faire du canoë (C1) avec Albert Tobelem. Ce dernier lui transmet alors sa passion et ses valeurs, et fait de lui le premier athlète à être champion de France slalom et descente cadet (2003). Il l'amène l'année suivante aux portes de l'équipe de France, que Denis Gargaud Chanut intègre dès la première année junior et qu'il ne quittera plus depuis.
Il organise aussi son départ de Marseille vers le pôle espoir de Pau pour se confronter ainsi à une eau vive plus présente aux pieds des Pyrénées qu'au bord de la Méditerranée. À 18 ans, il renouvelle son double titre de champion de France slalom et descente junior (Bourg-Saint-Maurice 2005) et monte sur ses premiers podiums internationaux (bronze et or, en individuel et en équipe) aux championnats d'Europe junior (Croatie 2005). Il décide alors de se consacrer à la discipline C1 slalom.
En septembre 2008, Fabien Lefèvre, kayakiste renommé avec lequel il a l'habitude de s'entraîner à Pau, lui propose de former un équipage en C2 sans abandonner le C1 devenant ainsi les deux premiers athlètes à doubler dans une autre discipline. Le challenge est à la hauteur des deux caractères : revenir chacun avec deux médailles des Jeux olympiques de Londres. Ce défi, qui reçoit l'appui de la Fédération, prend forme dès la première année (médaille d'argent C2 à la coupe du monde à Pau en 2009) et est confirmé la deuxième année (médaille d'argent C2 à la coupe du monde d'Augsbourg, vice-champions du monde C2 et champions du monde par équipe C2 à Tacen en 2010).
Dans le même temps, Denis Gargaud Chanut continue à progresser en C1 avec les titres de vice-champion d'Europe par équipe (Nottingham 2009), de vice-champion du monde par équipe (Seo de Urgell 2009) et surtout de champion d'Europe des moins de 23 ans acquis 3 semaines plus tôt (Makkleberg 2010).
En 2011, ses efforts se concrétisent, il remporte une médaille de bronze aux championnats d'Europe en Espagne. Puis dans une belle lancée, il va chercher une médaille de bronze au Pré-Olympique de Londres, une médaille d'argent à Prague en coupe du Monde et le titre mondial à Bratislava. Il devient dans la foulée no 1 mondial au classement ICF. L'embarcation qu'il forme avec Fabien Lefèvre redevient vice-championne du monde en 2011 malgré une année difficile.
En 2012, il se bat en C1 pour décrocher son billet pour Londres 2012, c'est finalement Tony Estanguet qui représente la France et décroche le titre olympique.
Denis Gargaud Chanut met alors un terme à sa carrière en biplace à l'issue de l'échec des sélections olympiques dans les deux catégories.
Après une longue période de réflexion, il reprend goût au sport et décide de continuer jusqu'à Rio 2016. Il change cependant de mode de fonctionnement : il choisit de retourner s’entraîner à Marseille, et s'entoure de plusieurs spécialistes, Wilfrid Forgues (champion olympique 1996), Paul Boussemart (préparateur physique). La FFCK le soutient dans cette démarche et nomme Thierry Saïdi manager et entraîneur référent de cette association.
La saison 2013 est placée sous le signe de l'exploration de ce nouveau système. Denis Gargaud Chanut devient pour la première fois champion de France senior. La saison internationale est rythmée par des 4e, 6e et 10e places sur le circuit des coupes du Monde ICF. Elle se conclut par une 5e place aux championnats du monde à Prague et un retour au meilleur niveau positif pour la suite de l'Olympiade.
Aux Jeux olympiques de 2016, il est sacré champion olympique, succédant à Tony Estanguet.

## Palmarès

### Jeux olympiques
- 2016 à Rio de Janeiro,  Brésil
  -  Médaille d'or en C-1

### Championnats du monde de canoë-kayak slalom
- 2009 à La Seu d'Urgell,  Espagne
  -  Médaille d'argent en C-1 par équipe

- 2010 à Tacen,  Slovénie
  -  Médaille d'or en C2 par équipe
  -  Médaille d'argent en C2

- 2011 à Bratislava,  Slovaquie
  -  Médaille d'or en C-1
  -  Médaille d'or en C-2 par équipe
  -  Médaille d'argent en C-2

- 2013 à Prague,  Tchéquie
  -  Médaille de bronze en C-1 par équipe

- 2017 à Pau,  France
  -  Médaille de bronze en C-1 par équipe

### Championnats d'Europe de canoë-kayak slalom
- 2009 à Nottingham  Royaume-Uni
  -  Médaille d'argent en C1 par équipe

- 2010 à Čunovo  Slovaquie
  -  Médaille de bronze en C1 par équipe

- 2011 à La Seu d'Urgell,  Espagne
  -  Médaille d'or en C1 par équipe
  -  Médaille de bronze en individuel

- 2012 à Augsbourg,  Allemagne
  -  Médaille de bronze en C1 par équipe

- 2018 à Prague,  Tchéquie
  -  Médaille d'or en C1 par équipe
  -  Médaille de bronze en C2 par équipe

- 2019 à Pau  France
  -  Médaille d'argent en C1 par équipe

- 2021 à Ivrée  Italie
  -  Médaille d'or en C1

## Distinctions
- Chevalier de la Légion d'honneur le 1er décembre 2016[3]